# ハイデンハイム・オペラ・フェスティバル

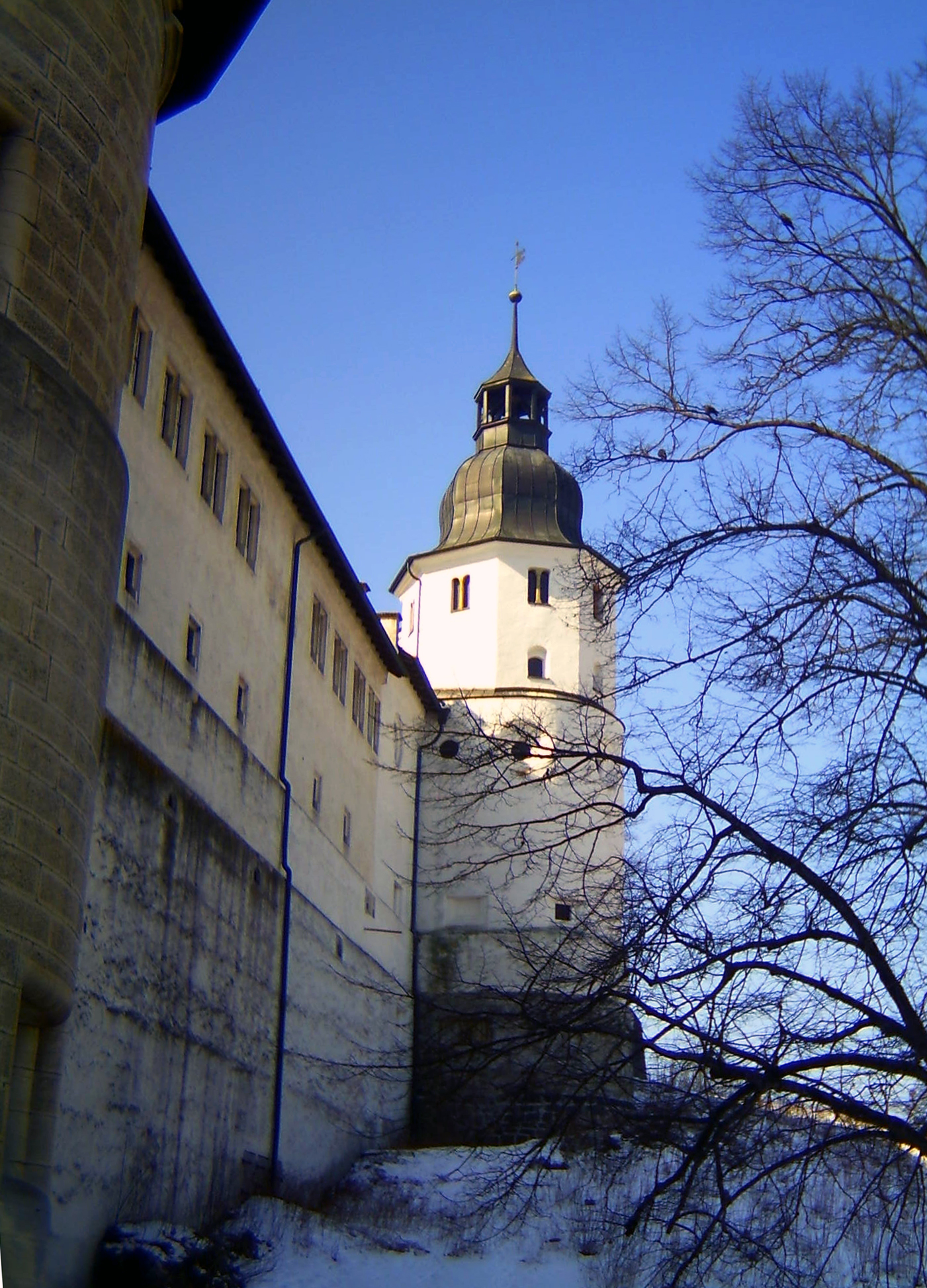
冬のヘレンシュタイン城

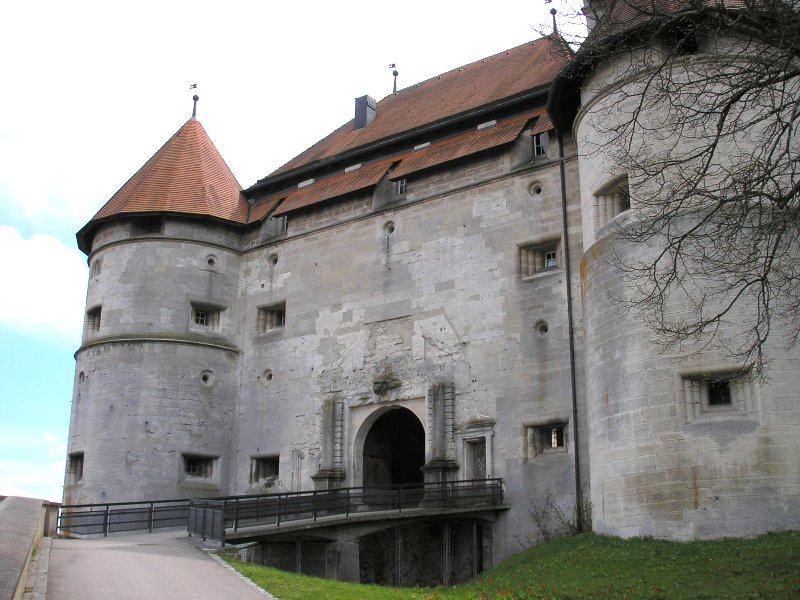
ヘレンシュタイン城の北門

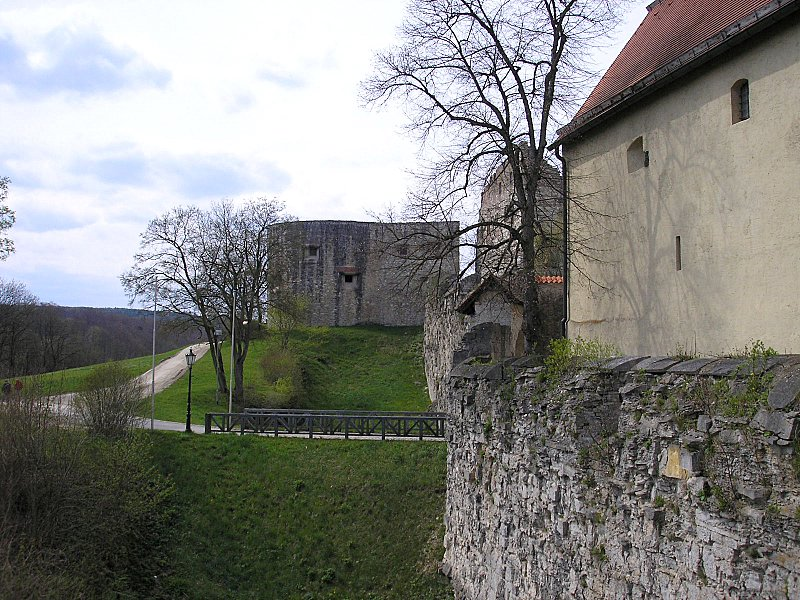
ヘレンシュタイン城の南側の城壁

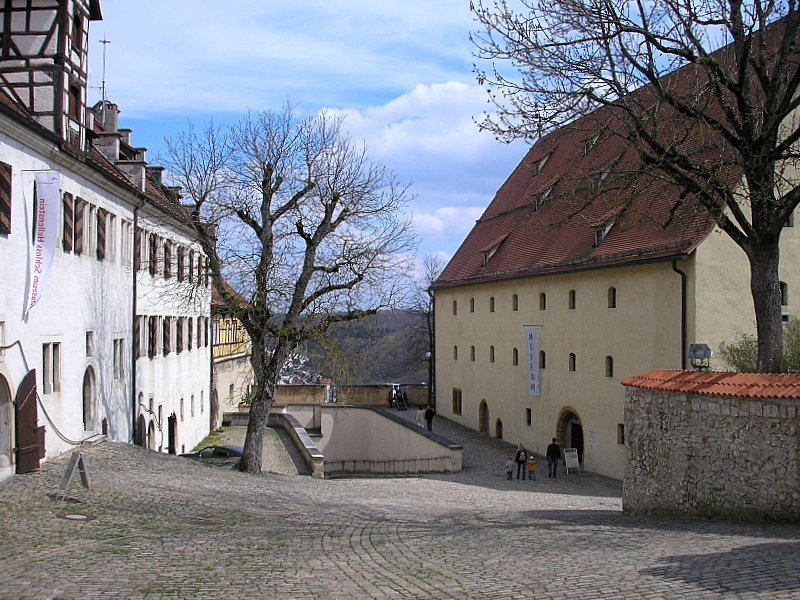
ヘレンシュタイン城の東側の中庭

ハイデンハイム・オペラ・フェスティバル（ドイツ語: Opernfestspiele Heidenheim）は、ドイツのハイデンハイム・アン・デア・ブレンツで毎年開催されるオペラ音楽祭。

## 概要
音楽祭は1964年にヘレンシュタイン城の騎士の間の遺跡で「城館の夜の歌」という野外コンサートが開かれたことから始まる。5年後に音楽祭は小規模なオペラをレパートリーに加えた。1977年に初の大規模オペラの『後宮からの誘拐』を上演し、1988年には現在の名称となった。音楽祭の会場はヘレンシュタイン城の騎士の間の遺跡、コンツェルトハウス、会議センターである。期間中はオペラだけではなく、野外コンサートやガラコンサート、その他の音楽イベントが行われる。
2006年には若手オペラ歌手の育成と若者の文化活動の育成のため「ハイデンハイム青年オペラ」が結成された。

## オペラ上演記録
- 1969年：ヴォルフガング・アマデウス・モーツァルト『バスティアンとバスティエンヌ』
- 1971年：ジョヴァンニ・バッティスタ・ペルゴレージ『奥様女中』、モーツァルト『劇場支配人』
- 1973年：フランツ・ヨーゼフ・ハイドン『薬剤師』
- 1975年：ハイドン『報われぬ不実』、ペルコレージ『奥様女中』
- 1977年：モーツァルト『後宮からの誘拐』
- 1978年：モーツァルト『偽の女庭師』
- 1979年：ガエターノ・ドニゼッティ『ドン・パスクアーレ』
- 1980年：モーツァルト『イドメネオ』、ドニゼッティ『ドン・パスクアーレ』
- 1981年：ジョアキーノ・ロッシーニ『セビリアの理髪師』、モーツァルト『後宮からの誘拐』
- 1982年：モーツァルト『ドン・ジョヴァンニ』
- 1983年：オットー・ニコライ『ウィンザーの陽気な女房たち』、モーツァルト『ドン・ジョヴァンニ』
- 1984年：ドメニコ・チマローザ『秘密の結婚』、モーツァルト『ドン・ジョヴァンニ』
- 1985年：ジュゼッペ・ヴェルディ『イル・トロヴァトーレ』
- 1986年：ルートヴィヒ・ヴァン・ベートーヴェン『フィデリオ』、ヴェルディ『イル・トロヴァトーレ』
- 1987年：ドニゼッティ『愛の妙薬』、ヴェルディ『イル・トロヴァトーレ』
- 1988年：ヴェルディ『リゴレット』『イル・トロヴァトーレ』
- 1989年：ジョルジュ・ビゼー『カルメン』、ベートーヴェン『フィデリオ』
- 1990年：ドニゼッティ『ランメルモールのルチア』、ヴェルディ『イル・トロヴァトーレ』
- 1991年：ベドルジハ・スメタナ『売られた花嫁』、ドニゼッティ『ランメルモールのルチア』
- 1992年：カール・マリア・フォン・ウェーバー『魔弾の射手』
- 1993年：モーツァルト『魔笛』
- 1994年：ジャコモ・プッチーニ『トスカ』、ウェーバー『魔弾の射手』
- 1995年：リヒャルト・ワーグナー『さまよえるオランダ人』
- 1996年：ヴェルディ『仮面舞踏会』
- 1997年：ヴェルディ『ナブッコ』
- 1998年：ヴェルディ『オテロ』
- 1999年：ヴェルディ『ナブッコ』
- 2000年：ヴェルディ『アイーダ』
- 2001年：ヴェルディ『ドン・カルロ』
- 2002年：ヴェルディ『リゴレット』
- 2003年：ヴェルディ『イル・トロヴァトーレ』『リゴレット』
- 2004年：ヴェルディ『椿姫』『リゴレット』『イル・トロヴァトーレ』
- 2005年：モーツァルト『ドン・ジョヴァンニ』
- 2006年：モーツァルト『魔笛』
- 2007年：モーツァルト『後宮からの誘拐』
- 2008年：ウェーバー『魔弾の射手』
- 2009年：ハインリヒ・マルシュナー『吸血鬼』、ウェーバー『魔弾の射手』
- 2010年：プッチーニ『トスカ』
- 2011年：ベートーヴェン『フィデリオ』
- 2012年：ビゼー『カルメン』、
- 2013年：プッチーニ『トゥーランドット』
- 2014年：ピエトロ・マスカーニ『カヴァレリア・ルスティカーナ』、ルッジェーロ・レオンカヴァッロ『道化師』